# Herbert Fischer

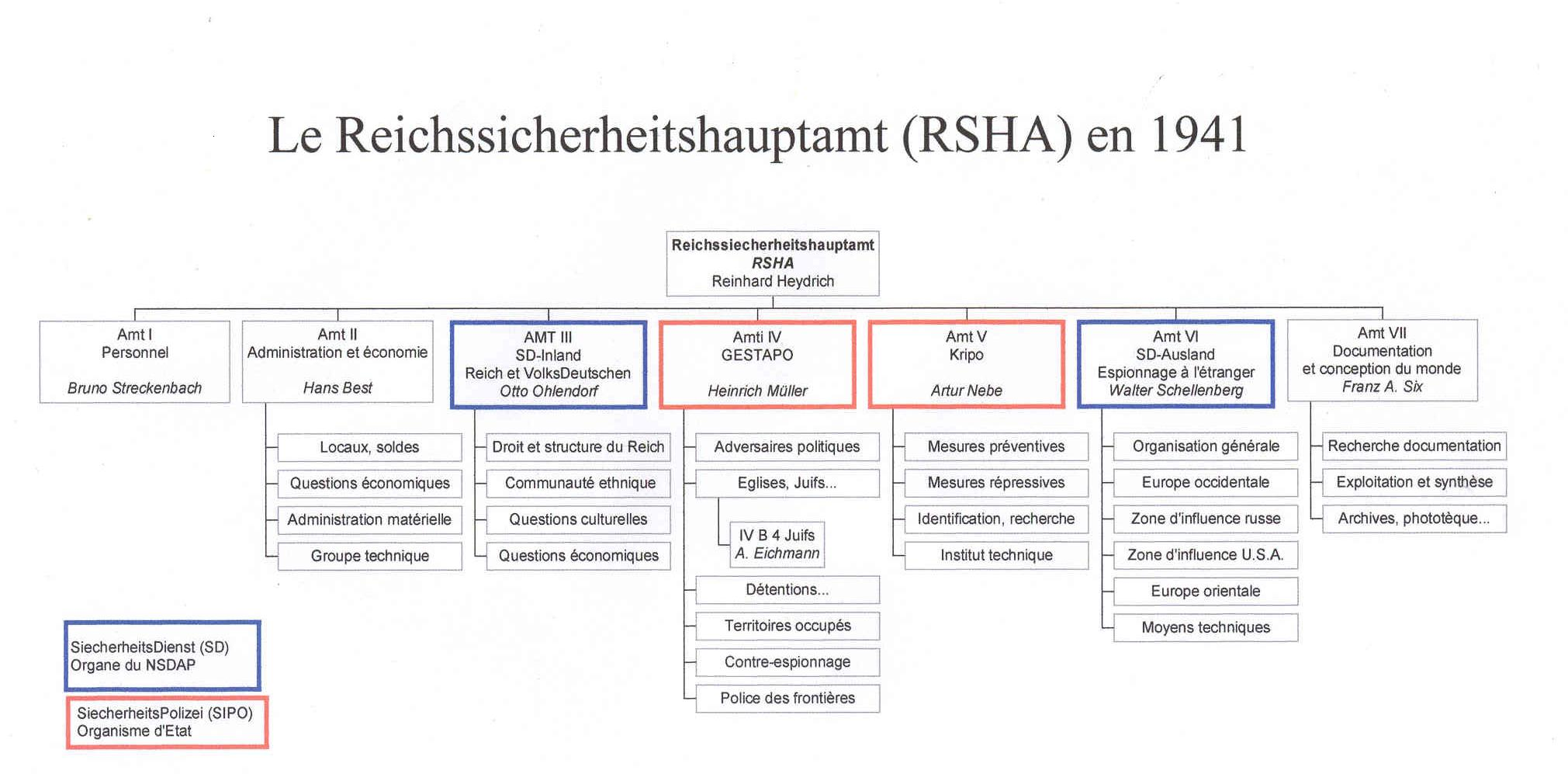
Schematisk överblick över Reichssicherheitshauptamt (RSHA) år 1941. (text på franska)

Herbert Gustav Wilhelm Fischer, född 30 december 1904 i Riesenburg, dödförklarad 1945, var en tysk promoverad jurist, SS-Sturmbannführer och Kriminaldirektor.

## Biografi
I början av 1920-talet tillhörde Herbert Fischer en frikår och deltog bland annat i strider i Rhenlandet, som efter första världskriget hade ockuperats av amerikanska, belgiska, brittiska och franska trupper. Mellan 1923 och 1928 studerade Fischer rättsvetenskap vid Greifswalds universitet och avlade 1930 juris doktorsexamen. Därefter anställdes han vid kriminalpolisen i Berlin. Kort tid efter Adolf Hitlers maktövertagande i slutet av januari 1933 inrättades Geheime Staatspolizeiamt (Gestapa) och Fischer anställdes där.
Inom det tyska polis- och säkerhetsväsendet kom Fischer att handha frågor beträffande spionage, kontraspionage och sabotage. År 1939 bildades det mycket omfattande säkerhetsorganet Reichssicherheitshauptamt (RSHA) och Fischer utsågs då till chef för Amt (avdelning) IV:E3, som särskilt hade hand om kontraspionage.
Åren 1937–1938 ingick Fischer i Kondorlegionen och ledde som Feldpolizeidirektor Geheime Feldpolizei i Spanien; i denna funktion deltog han således i spanska inbördeskriget. Han utgav senare skriften Die Sicherheitspolizei während des Spanischen Krieges 1936/39. År 1944 utnämndes Fischer till Gestapo-chef i Radom. Fischer försvann i andra världskrigets slutskede. Han dödförklarades 1962 och dödsdatumet angavs till den 31 december 1945.

## Befordringshistorik
| Datum             | Tjänstegrad         |
| ----------------- | ------------------- |
| 30 januari 1938   | SS-Untersturmführer |
| 11 september 1938 | SS-Obersturmführer  |
| 11 september 1939 | SS-Hauptsturmführer |
| 20 april 1941     | SS-Sturmbannführer  |